# Dolichophis
A Dolichophis a hüllők (Reptilia) osztályának pikkelyes hüllők (Squamata) rendjébe, ezen belül a siklófélék (Colubridae) családjába tartozó nem.

## Rendszerezésük
A nemet Johannes von Nepomuk Franz Xaver Gistel német természettudós írta le 1868-ban, az alábbi 4 faj tartozik ide: 
- haragos sikló (Dolichophis caspius) (Gmelin, 1789)
- Dolichophis cypriensis (Schätti, 1985)
- Dolichophis jugularis (Linnaeus, 1758)
- Dolichophis schmidti (Nikolsky, 1909)